# Calera de Tango
Calera de Tango este o comună din provincia Maipo, regiunea Metropolitană Santiago, Chile, cu o populație de 18.235 locuitori (2012) și o suprafață de 73,3 km2.